# 3d-гипотеза Калая
3d-гипотеза Калая — гипотеза о минимальном числе граней у центрально-симметричных многогранников. Сформулирована Калаем в 1989 году.
Гипотеза доказана для {\displaystyle d\leq 4} и остается открытой для произвольных многогранников в высших измерениях.

## Формулировка
У каждого d-мерного центрально-симметричного многогранника есть, по крайней мере, 3d непустых граней.
Имеются в виду грани всех размерностей, то есть вершины — это нульмерные грани, ребра — одномерные грани, ..., сам многогранник — d-мерная грань. Таким образом для куба получаем 8 вершин + 12 рёбер + 6 двумерных граней + сам куб = 27 = 33.

### Замечания
- Равенство достигается для произвольного многогранника Ханнера.
  - В частности для квадрата, куба, октаэдра.

## Вариации и обобщения
- В той же статье Калай сформулировал более сильный вариант гипотезы. А именно, что f-вектор каждого выпуклого центрально-симметричного многогранника {\displaystyle P} доминирует в f-вектор, по крайней мере, одного многогранника Ханнера {\displaystyle H} той же размерности. Это означает, что число граней произвольной размерности у {\displaystyle H} не превышает числа граней той же размерности у {\displaystyle P}.